# Buzzards Bay (Massachusetts)
Buzzards Bay es un lugar designado por el censo ubicado en el condado de Barnstable en el estado estadounidense de Massachusetts. En el Censo de 2010 tenía una población de 3.859 habitantes y una densidad poblacional de 507,66 personas por km².

## Geografía
Buzzards Bay se encuentra ubicado en las coordenadas 41°45′18″N 70°36′58″O / 41.75500, -70.61611. Según la Oficina del Censo de los Estados Unidos, Buzzards Bay tiene una superficie total de 7.6 km², de la cual 4.96 km² corresponden a tierra firme y (34.75%) 2.64 km² es agua.

## Demografía
Según el censo de 2010, había 3.859 personas residiendo en Buzzards Bay. La densidad de población era de 507,66 hab./km². De los 3.859 habitantes, Buzzards Bay estaba compuesto por el 94.3% blancos, el 0.98% eran afroamericanos, el 0.54% eran amerindios, el 1.11% eran asiáticos, el 0% eran isleños del Pacífico, el 1.04% eran de otras razas y el 2.02% pertenecían a dos o más razas. Del total de la población el 1.37% eran hispanos o latinos de cualquier raza.